# 국립서울현충원
국립서울현충원(國立-顯忠院, Seoul National Cemetery)은 대한민국 국가보훈부의 소속기관이다.

## 설립
대한민국 국군이 창설된 뒤, 조선민주주의인민공화국과의 대치로 전사한 장병들은 서울 장충단공원 내 장충사에 안치되었으나 전사자의 수가 많아져 대한민국 정부에서는 육군묘지의 창설을 논의하기 시작하였다. 그러나 한국 전쟁이 발발한 뒤 논의는 중단되었고 한국 전쟁의 전사자는 그 영령을 부산광역시에 위치한 범어사와 금정사에 순국 전몰장병 영안 안치소를 설치하여 봉안하였다.
한국 전쟁이 계속되면서 전사자 수가 늘어 다시 육군묘지의 필요성이 제기되었으며 1952년 5월 6일, 대한민국 국방부 국장급 회의에서 육군묘지에 관한 논의가 있었다. 이 회의에서는 육군묘지를 따로 설치하면 관리상의 문제나 영현 관리의 통일성이 제고되지 않는다며 국군 통합묘지의 설치를 추진하도록 하였고 그 명칭을 국군묘지로 할 것을 결의하였다.
1952년 5월 26일에 국군묘지 후보지 선정을 위해 국방부 주관으로 편성된 3군 합동 답사반은 1952년 11월부터 이듬해 9월까지 국군묘지 후보지 선정을 위해 10개 지역을 답사하였다. 그 결과 서울특별시 동작구 동작동 일대를 국군묘지 후보지로 선정하여 당시 대통령이었던 이승만의 재가를 받았다.
1954년 3월 1일 착공하였으며, 1955년 7월 15일에는 국군묘지관리소가 발족하고 1956년 4월 13일 대통령령으로 군묘지령이 제정되어 안장이 이루어지게 되었다.
국가원수, 애국지사, 순국선열 등 국가의 발전을 위해 명예로운 일들을 한 사람들과 나라를 위해 목숨을 바친 장병들을 기리는 장소로 서울시 뿐만 아니라 국가적 차원으로 보전 필요성이 높기에 2013년 ‘서울 미래유산’으로 등재됐다.
‘서울미래유산’은 서울특별시가 2012년 6월부터 추진하고 있는 ‘서울 미래유산 보전사업’의 일환으로 서울의 근ㆍ현대 유산 가운데 미래 세대에게 전달할 가치가 있는 유ㆍ무형의 유산에 대해 서울시가 현황 조사를 실시한 후 50여 명의 전문가로 구성된 미래유산보존위원회가 선정한다.
2024년 7월 24일  관리주체가 국방부에서 국가보훈부로 이관되었다.

## 역사

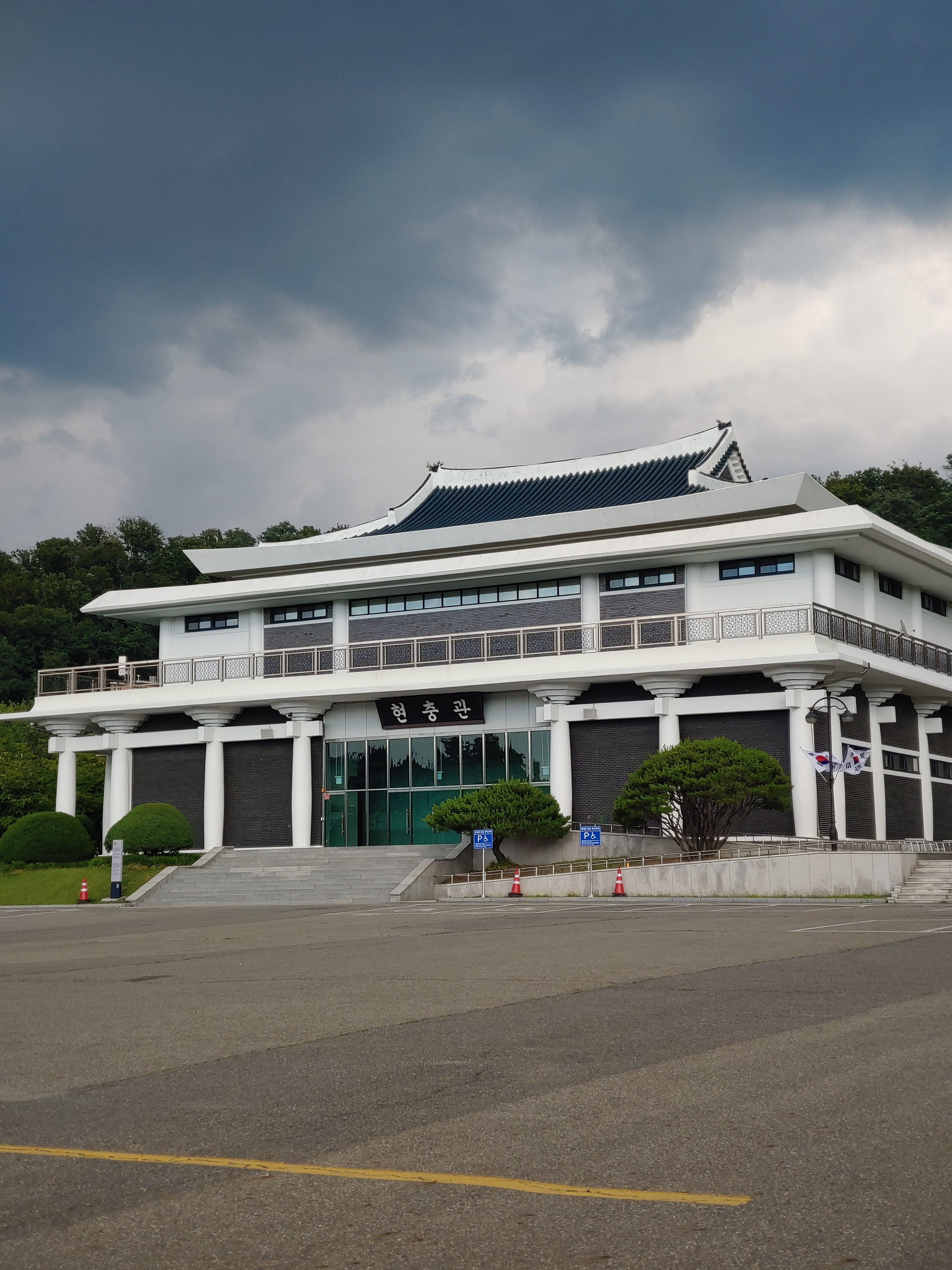
현충원 내 현충관의 모습

- 1952년 5월 6일: 국방부 국장급 회의에서 국립묘지 설치 결의.
- 1952년 11월 3일: 군묘지설치위원회 구성.
- 1955년 7월 15일: 국군묘지관리소 발족.
- 1956년 1월 16일: 무명용사가 최초로 안장.
- 1957년 4월 2일: 신분이 확인된 용사 최초로 안장.
- 1965년 7월 27일: 대한민국 1~3대 대통령 이승만 묘 안장.
- 1967년 9월 30일: 현충탑 건립.
- 1969년 4월 30일: 현충문 건립.
- 1979년 11월 3일: 대한민국 5~9대 대통령 박정희 묘 안장.
- 1980년 6월 22일: 5·18 광주 민주화 운동 당시 진압경찰 4명과 군인 22명 안장됨.
- 1980년 12월 31일: 현충관 건립.
- 1996년 6월 1일: 국립현충원으로 개편.
- 2009년 5월 19일: 공작 활동 중 사망한 공작원 12명이 재일동포 북송국가 임무수행 순직자로서 전몰자로 인정받아 안장.[1]
- 2009년 8월 23일: 대한민국 15대 대통령 김대중 묘 안장.[2]
- 2015년 11월 26일: 대한민국 14대 대통령 김영삼 묘 안장.
- 2024년 7월 24일: 관리주체가 국방부에서 국가보훈부로 이관

## 안장 대상

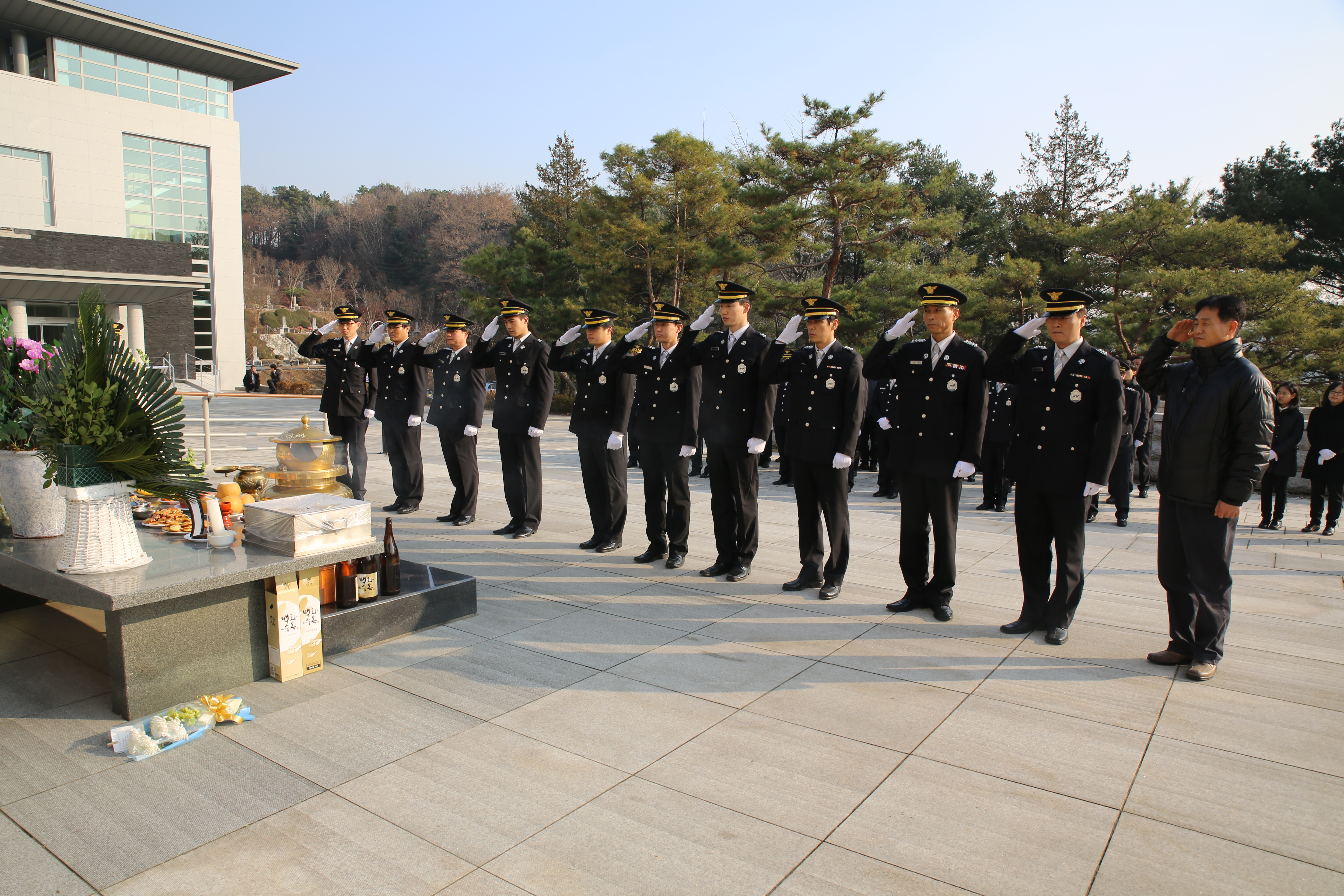
서울특별시 119특수구조단 故 장복수, 故 권용각 대원 3주기 추모식

국립서울현충원에는 다음의 사항에 따른 사람의 유골이나 시신을 안장한다.
- 「독립유공자예우에 관한 법률」 제4조에 따른 순국선열과 애국지사로사람
- 현역군인과 소집 중인 군인 및 군무원으로서 사망한 사람 또는 「국가유공자 등 예우 및 지원에 관한 법률」 제4조제1항제3호나목과 제5호나목에 해당하는 사람
- 「상훈법」 제13조에 따른 무공훈장을 수여받은 사람으로서 사망한 사람
- 장성급(將星級) 장교 또는 20년 이상 군에 복무한 사람 중 전역·퇴역 또는 면역된 후 사망한 사람
- 전투에 참가하여 전사하였거나 임무 수행 중 순직한 예비군대원 또는 경찰관
- 군인·군무원 또는 경찰관으로 전투나 공무 수행 중 「국가유공자 등 예우 및 지원에 관한 법률」 제4조제1항제4호, 제6호 또는 제12호에 따른 상이(傷痍)를 입고 전역·퇴역·면역 또는 퇴직한 사람으로서 사망한 사람
- 화재 진압, 인명 구조, 재난·재해 구조, 구급 업무의 수행 또는 그 현장 상황을 가상한 실습훈련과 「소방기본법」 제16조의2제1항제1호부터 제4호까지의 소방지원활동 및 제16조의3제1항의 생활안전활동 중 순직한 소방공무원과 상이를 입고 「국가유공자 등 예우 및 지원에 관한 법률」 제6조의4에 따른 상이등급을 받은 소방공무원으로서 사망한 사람
- 「국가유공자 등 예우 및 지원에 관한 법률」 제4조제1항제9호에 따른 6·25참전재일학도의용군인으로서 사망한 사람
- 「의사상자 등 예우 및 지원에 관한 법률」 제2조제2호 및 제3호에 따른 의사자(義死者) 및 의상자(義傷者)로서 사망한 사람 중 대통령령으로 정하는 요건을 갖춘 사람
- 산불진화·교정업무 등 위험한 직무를 수행하는 공무원으로서 대통령령으로 정하는 요건에 해당하는 직무 수행 중 사망하여 관계 기관의 장이 순직공무원으로 안장을 요청한 사람
- 「국가유공자 등 예우 및 지원에 관한 법률」 제4조제1항제13호 및 제14호에 따른 순직공무원과 공상공무원으로서 카목의 대통령령으로 정하는 요건의 직무에 준하는 위험한 직무수행 중 사망 또는 부상하였다고 인정하여 제10조에 따른 안장대상심의위원회가 안장 대상자로 결정한 사람
- 국가나 사회에 현저하게 공헌한 사람(외국인을 포함) 중 사망한 사람으로서 대통령령으로 정하는 요건을 갖춘 사람
- 「독도의용수비대 지원법」 제2조제1호에 따른 독도의용수비대의 대원으로서 사망한 사람

## 주요 묘역

### 국가원수묘역
- 이승만 대통령: 1965년 7월 19일 서거, 같은 해 7월 27일 가족장 후 안장
  - 프란체스카 도너 영부인: 1992년 3월 19일 서거, 같은 해 3월 23일 가족장 후 안장
- 박정희 대통령: 1979년 10월 26일 서거, 같은 해 11월 3일 국장 후 안장
  - 육영수 영부인: 1974년 8월 15일 서거, 같은 해 8월 19일 국민장 후 안장
- 김대중 대통령: 2009년 8월 18일 서거, 같은 해 8월 23일 국장 후 안장
  - 이희호 영부인 : 2019년 6월 10일 서거, 같은 해 6월 14일 사회장 후 안장
- 김영삼 대통령: 2015년 11월 22일 서거, 같은 해 11월 26일 국가장 후 안장
  - 손명순 영부인 : 2024년 3월 7일 서거, 같은 해 3월 11일 가족장 후 안장

### 장군묘역
국립현충원 장군 묘역에 안장된 친일과 출신 장군들
'장군 제1묘역'의 채병덕, 김백일, 신응균
'장군 제2묘역'의 이응준, 임충식, 신태영
'장군 제3묘역'의 정일권과 이종찬
국가보훈처의 ‘친일반민족행위자 국립묘지 안장자 현황’에 따르면, <친일인명사전>에 등재된 친일파 가운데 63명이 서울현충원과 대전현충원에 묻혀 있다.
서울현충원에만 친일 인사 37명이 안장돼 있다. 이 가운데는 국가기관인 친일반민족행위진상규명위원회가 친일반민족행위자로 지정된 인물도 7명이나 있다.

## 조직

### 원장
- 관리과[7]
- 현충과[8]

## 풍수

### 사육신이 깃든 곳
역사적으로 보면 이 지역은 조선시대 단종에게 충절을 바쳤던 사육신(이개, 하위지, 유성원, 유응부, 성삼문, 박팽년)의 제사를 모시던 육신사(六臣祠)가 있던 곳으로 전하여지며 보훈충의(報勳忠義)가 깃들인 곳이다. 지형적으로는, 관(冠)을 쓴 듯 봉우리가 솟았다 하여 관악산이며, 붓끝과 같이 뾰족한 형세라 하여 문필봉(文筆峰)이라 일컬어지는 산세로 감싸여 있다. 이들 산세 속의 펑퍼짐한 지형을 ‘동작포란형(銅雀抱卵形)’이라 하여 동작이 알을 품고 있듯 상서로운 기맥(氣脈)이 흐른다 하였다. 또한, 전면을 흐르는 한강수가 용트림하듯 흐르고 있어 한층 미관을 더하고 있다.

### 선조와 고종의 왕기가 예언된 곳
동작동 국립묘지 안에 묘소의 창빈 안씨는 손자 선조가 왕위에 올라 영광을 얻었다.
조선 중기의 기인 격암 남사고가 왕기(王氣)가 있음을 예언한 것으로 유명한데, 여기서는 고종이 즉위함으로써 두번씩이나 왕을 배출한 셈이다.

### 풍수지리 상으로 아쉬운 입지
1953년 묫자리를 결정할 때 따져보는 풍수지리는 당시에는 큰 영향을 미치지 못하였다. 무엇보다 무덤을 관리하기 위해서는 배수가 잘되는 지형이어야 했다.

## 교통
● 수도권 전철 4호선 동작역

## 사건·사고 및 논란

### 현충문 폭파 사건
1970년 6월 22일 북한 공작원들에 의한 현충원의 정문인 현충문이 폭파되는 사건이 일어났다. 공작원들이 설치한 폭약은 주요 참배객들을 노리고 설치 되었으나 미리 폭파되는 바람에 다행이 인명피해는 없었다. 공비들은 이후 도주하였으나 추적조에 추격 당해 모두 사살 되었다.

### 북한 대표단 참배
2005년 8월 14일, 김기남 북한 조국평화통일위원회 부위원장등 북측대표단 일행이 현충원에 참배했다. 1985년 미국 레이건 대통령의 비트부르크 참배와 비슷한, 전면전 상대국 군인 국립묘지에 대한 참배였다.
이후 북한은 남측 인사들도 북한에 와서 혁명열사능이나 애국열사능을 참배할 수 있게 해야 한다고 주장해 왔지만 한국은 국가보안법상 찬양죄라면서 거부했다.

### 전직 대통령 서울현충원 안장 특례 논란
포화된 서울현충원에 김대중, 김영삼 전직 대통령의 안장을 두고 특혜 논란이 일었다. 2009년 김대중 전 대통령 서거 당시 유가족들의 요구에 따라 대전이 아닌 서울현충원에 안장되기로 결정됐다. 이는 유가족들이 "국민과 보다 가깝게 다가갈 수 있는 곳에 모시고 싶다"고 청원한 것이 발단이다. 대전에 이미 부지를 확보해 둔 점과 다른 안장 대상자들과의 형평성 문제, 그리고 서울 현충원 안장시 부지 확보를 위해 추가적으로 공사 비용이 들어가는 점 등으로 인해 관계 당국이 난색을 표했다. 당시 이명박 대통령이 유가족 의사를 존중할 것을 지시해 성사되었다. 김대중 전 대통령에 이어, 2015년 사망한 김영삼 전 대통령도 유가족들의 특례 요구가 인정되어 서울현충원에 안장됐다. 이미 2004년부터 서울현충원의 포화 상태로 대전에 8위의 묘소를 위한 국가원수 묘역을 만들어 뒀고, 다른 안장 대상자들은 대전현충원에 안장되거나 서울 안장 희망시 봉분없이 현충원 내 납골당인 충혼당에 안치되는데, 국가원수가 모범을 보이기는커녕 특례를 남용하고 있다는 비판이다. 현재 대전 현충원에 안장된 대통령은 2006년 서거한 최규하 대통령이 유일하다.

## 기타
- 창빈 안씨의 묘소도 국립서울현충원 안에 있지만 이는 창빈 안씨를 국립서울현충원에 안장한 것이 아니라 창빈 안씨의 묘역에다 국립서울현충원을 건립한 것이다.

## 같이 보기
- 국립대전현충원
- 대한민국 국가보훈부
- 국립호국원
- 야스쿠니 신사
- 알링턴 국립묘지